# Piletocera torsicostalis
Piletocera torsicostalis là một loài bướm đêm trong họ Crambidae.